# Craton de São Francisco

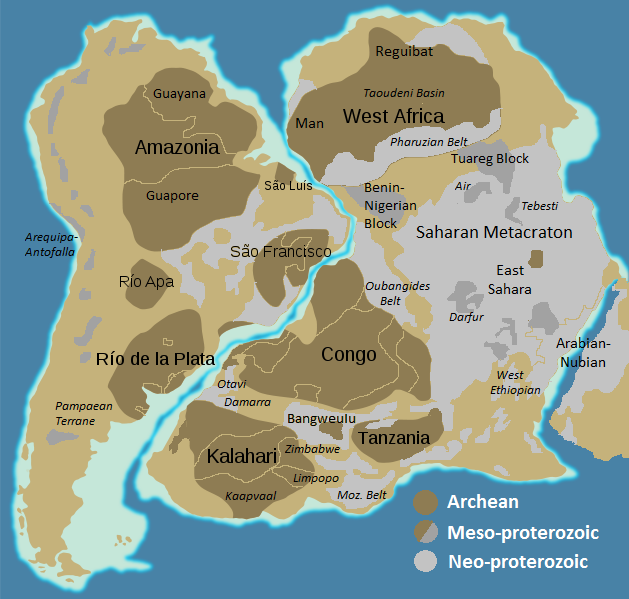
Carte montrant les cratons (brun foncé) de l'Amérique du Sud et de l'Afrique, qui formaient l'ancien continent du Gondwana occidental.

Le craton de São Francisco est un craton situé dans la partie orientale de l'Amérique du Sud qui affleure dans deux des 26 états brésiliens. Il s'étend du nord de l'état de Minas Gerais au centre de l'état de Bahia.
Il est composé de quatre segments de croûte continentale archéenne. Le bloc du Gavião, à l’ouest (le plus ancien), la ceinture orogénique Itabuna-Salvador-Curaçá, le long de la côte (le plus récent), le bloc de Jequié au sud et le bloc de Serrinha, au nord. Les blocs sont séparés par des ceintures orogéniques qui sont formées de roches métamorphiques de marge passive, de bassins d'avant-pays et de roches plutoniques.
Sa formation résulte de la collision lors de l'orogenèse transamazonienne, entre 2,1 et 1,9 milliard d'années (Ga), de blocs continentaux formés à l'Archéen et de l'amalgame de ceintures magmatiques et volcano-sédimentaires du Paléoprotérozoïque.
Il y a environ 1,0 Ga, le craton de São Francisco était situé au sud du supercontinent Rodinia. Après la fragmentation de Rodinia à la fin du Protérozoïque, il y a 700 millions d'années (Ma), il fut intégré au supercontinent Gondwana jusqu'à sa fragmentation au Jurassique (environ 180 Ma). Les cratons d’Amérique du Sud et d’Afrique de l’Ouest formaient un seul bloc avant l’orogenèse panafricaine. L'ouverture tardive de l'océan Atlantique donna naissance au Craton du Congo en Afrique de l'ouest et de São Francisco en Amérique du Sud.